# Apokóronas
Apokóronas (griego: Αποκόρωνας) es un municipio de la República Helénica perteneciente a la unidad periférica de La Canea de la periferia de Creta.
El municipio se formó en 2011 mediante la fusión de los antiguos municipios de Armenoi, Así Goniá, Fres, Georgioúpoli, Kryonerida (donde se halla la actual capital municipal, el pueblo de Vryses) y Vamos, que pasaron a ser unidades municipales. El municipio tiene un área de 315,5 km².
En 2011 el municipio tiene 12 807 habitantes.
Se ubica en la costa noroccidental de la isla de Creta, al sureste de La Canea.